# Villa Pisani (Montagnana)
La villa Pisani, es una villa del siglo XVI relacionada con el arquitecto Andrea Palladio. Se encuentra extramuros de la ciudad italiana de Montagnana, en el Véneto.

## Historia

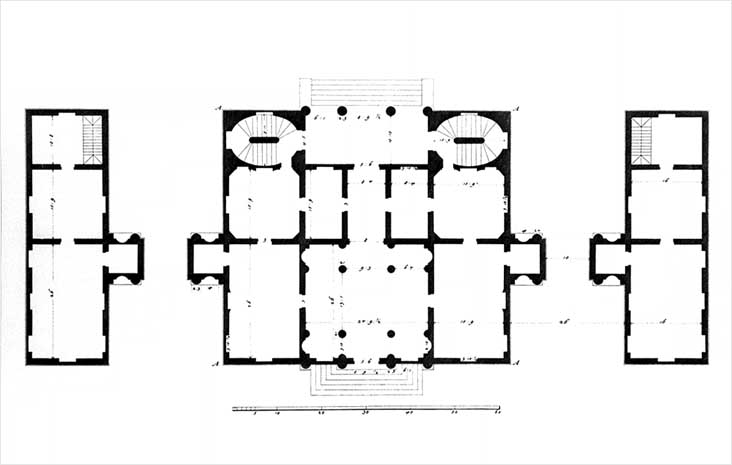
Planta de la Villa Pisani en Montagnana, dibujada por Ottavio Bertotti Scamozzi en 1778.

Fue diseñada por Andrea Palladio alrededor del año 1552, para el cardenal Francesco Pisani, perteneciente a una poderosa e influyente familia patricia veneciana; Francesco fue mecenas de los pintores Pablo Veronés y Giambattista Maganza y del escultor Alessandro Vittoria, ocupado poco antes en el palladiano Palacio Thiene y que proporcionó esculturas de las Cuatro estaciones para esta villa. Las obras estaban comenzadas en septiembre de 1553, y acabaron, incluida la decoración plástica, en 1555. 
No quedan dibujos autógrafos relacionados con este proyecto. Sin embargo, Palladio publicó una versión del edificio en Los cuatro libros de arquitectura.  El grabado muestra una villa amplificada e idealizada, con un bloque central flanqueado por estructuras de puerta arqueada que acaban en pabellones parecidos a altas torres de tres pisos.
En 1996 la Unesco incluyó a esta Villa Pisani en el conjunto Patrimonio de la Humanidad «La ciudad de Vicenza y las villas palladianas del Véneto». Sigue siendo propiedad privada.

## Arquitectura
A diferencia de las villas palladianas más típicas, y sus imitaciones en Gran Bretaña y Alemania, la Villa Pisani en Montagnana tiene el arquetípicamente italiano frente urbano en frente de una plaza del comune y, por el otro lado, un frente rural que se extiende hacia los jardines, quedando el ambiente agrícola más allá. Es más un palacio urbano o residencia «suburbana» que explotación agrícola. Carece de partes destinadas a funciones agrícolas. La belleza abstracta del volumen casi cúbico, es un reflejo del gusto sofisticado del propietario. 

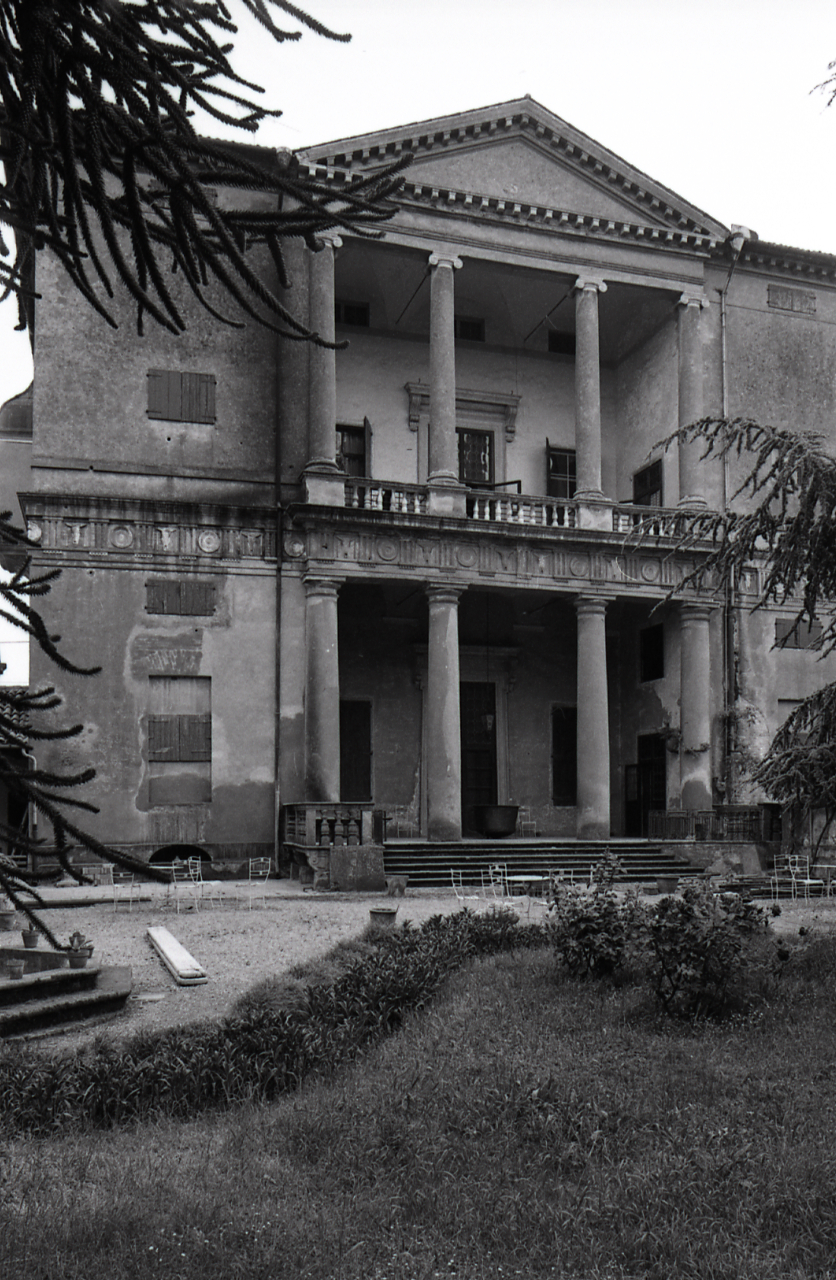
Fachada hacia el jardín. Foto por Paolo Monti, 1979

El material utilizado es ladrillo, incluso para la construcción de las columnas. En la fachada que da hacia el jardín, el acceso al parque solo es posible desde el pórtico central, retranqueado y sobrevolado por una logia; una balaustrada sobre una honda zanja no deja pasar a los vagabundos. 
A diferencia de la mayoría de las villas de Palladio en ambientes puramente rurales, tiene dos plantas: la superior con los apartamentos señoriales, y la inferior para la vida cotidiana, donde se trataban los asuntos y se recibía a los arrendadores, y no solo en verano, como prueban las numerosas chimeneas. Un elegante friso dórico, sobre una capa de estuco blanco con piedras labradas, separa las dos plantas; este friso recorre el edificio todo alrededor, sin interrupciones, unificando aún más todos los elementos. Los dos niveles presentan la misma articulación de los espacios internos: dos series iguales de apartamentos. Los enlaces verticales se aseguran mediante escaleras de caracol ovaladas situadas simétricamente a los lados de la logia hacia el jardín.
En el exterior, poca diferencia se hace entre las plantas: no hay piano nobile visible. Diversos son en cambio los techos, que en la planta baja están abovedados, a partir del extraordinario ambiente de semicolumnas, una vía intermedia entre un atrio y un salón, claramente el ambiente más importante de la casa. 
El bloque central es un rectángulo rígido, con un pórtico tetrástilo sobre un basamento, jónico sobre dórico, que ha sido hundido en su plano de muro de manera que las columnas son semicolumnas incrustadas. Por vez primera aparece en una villa un doble orden de semicolumnas y una doble logia coronada por un tímpano, solución ya encontrada en el palacio Chiericati.